# Micaela Diamond
Micaela Diamond (Margate City, 17 luglio 1999) è un'attrice statunitense.

## Biografia
Nata e cresciuta in New Jersey, ha studiato alla Fiorello H. LaGuardia High School e nel 2017 è stata ammessa alla Carnegie Mellon University. Tuttavia l'anno successivo ha interrotto gli studi per fare il suo esordio televisivo in Jesus Christ Superstar Live in Concert ed esordire a Broadway interpretando Cher da giovane in The Cher Show; per la sua interpretazione ha vinto il Theatre World Award.
Dopo aver recitato nel film tick, tick...BOOM!, nel 2022 è tornata sulle scene newyorchesi nel musical Parade, con cui è tornata a recitare a Broadway l'anno successivo. Per la sua interpretazione nel ruolo di Lucille Frank è stata candidata all'Outer Critics Circle, al Drama League Award, al Drama Desk Award e al Tony Award alla miglior attrice protagonista in un musical, mentre per l'incisione discografica dello show ha ricevuto una candidatura al Grammy Award al miglior album di un musical teatrale.

## Filmografia parziale

### Cinema
- Tick, Tick... Boom!, regia di Lin-Manuel Miranda (2021)

### Televisione
- Jesus Christ Superstar Live in Concert – film TV, regia di David Leveaux e Alex Rudzinsk (2018)
- The Gilded Age – serie TV, episodio 1x04 (2022)
- Elsbeth – serie TV, 6 episodi (2024, 2025)
- Grotesquerie – serie TV, 10 episodi (2024)

## Teatro
- The Cher Show, Neil Simon Theatre di Broadway (2018)
- A Plays Is A Poem, Mark Taper Forum di Los Angeles (2019)
- Row, Clark Art Institute di Williamstown (2021)
- Parade, New York City Center di New York (2022), Gerald Schoenfeld Theatre di Broadway (2023)

- Here We Are, The Shed di New York (2023)

## Doppiatrici italiane
- Martina Felli in Tick, Tick... Boom!
- Rossa Caputo in Grotesquerie